# Orsinval
Orsinval – miejscowość i gmina we Francji, w regionie Hauts-de-France, w departamencie Nord.
Według danych na rok 1990 gminę zamieszkiwało 440 osób, a gęstość zaludnienia wynosiła 132 osób/km² (wśród 1549 gmin regionu Nord-Pas-de-Calais Orsinval plasuje się na 825. miejscu pod względem liczby ludności, natomiast pod względem powierzchni na miejscu 817.).